# Juan de Saint Omer
Juan de Saint Omer (Jean de Saint-Omer) fue el mariscal y barón de la tercera parte de Akova en el Principado de Acaya.

## Biografía
Fue el hijo menor de Bela de Saint Omer y Bona de la Roche, hermana del señor de Atenas y Tebas, Guido I de la Roche. Después de su matrimonio, en 1240, Guido dio a Bela la mitad de Tebas como señorío. Juan participó, junto con sus hermanos Nicolás II y Otón, en la guerra de sucesión eubeota en las filas de la coalición de los príncipes francos de Grecia, que se oponían a la políticas expansionistas del príncipe de Acaya, Guillermo II de Villehardouin.
Juan se casó con Margarita de Passavant en 1276, pero no tuvo éxito en la obtención de su herencia de la Baronía de Akova en el Principado de Acaya, que había sido apropiado por el príncipe después de la muerte del barón Gutierre de Rosières. A pesar del apoyo de su hermano Nicolás, Juan se las arregló para recibir sólo un tercio de la baronía (ocho feudos), así como el puesto de mariscal hereditario del Principado.
De su matrimonio tuvo un hijo, Nicolás III de Saint Omer.